# 阿卜杜勒-哈米德二世
阿卜杜勒-哈米德二世（Abdü’l-Ḥamîd-i-sânî ，1842年9月21日—1918年2月10日）為奥斯曼帝国的苏丹和哈里发，1876年至1909年在位。
阿卜杜勒-哈米德二世是苏丹阿卜杜勒-迈吉德一世的幼子。母亲提丽穆吉干为切尔克斯人。在兄长穆拉德五世苏丹被宣布患有精神病而遭废黜后，在新鄂圖曼党人支持下，阿卜杜勒·哈米德二世被拥上王位（1876年8月31日）。
即位同年12月23日，在宰相米德哈特帕夏主持下，颁布帝国第一部宪法（又称《米德哈特宪法》）。 
在阿卜杜勒-哈米德二世统治时期，鄂圖曼帝国继续受到欧洲列强，尤其是俄国的宰割。俄国人为了报复鄂圖曼帝国在巴尔干地区对其斯拉夫臣民的暴政，在阿卜杜勒－哈米德二世即位后的第二年向鄂圖曼帝国宣战。像以前一样，腐朽的鄂圖曼军队遭到一系列惨重失败。到1878年签署圣斯特凡诺条约时，苏丹实际上已经失去了他的绝大部分欧洲领土。对俄作战失败后，他解散议会，将宰相米德哈特放逐国外。恢复专制制度，建立恐怖统治，推行泛伊斯兰主义，迫害少数民族。
1908年，青年土耳其党人夺权，宣布重新实施1876年米德哈特宪法。1909年，发生三三一事件，阿卜杜勒-哈米德二世被废黜。

## 統治
俄土战争是哈米德在位早期的梦魇，这次战争的失败与圣斯特凡诺条约的签订使得土耳其丧失了罗马尼亚、塞尔维亚以及黑山并给予了保加利亚自治权。条约还要求在波斯尼亚和黑塞哥维那实行改革，将一部分多布罗加割让给罗马尼亚，一部分亚美尼亚割让给俄罗斯。
1877年的俄土戰爭失敗後，阿卜杜勒-哈米德二世認為要挽救帝國衰落需要強而有力的領導，他不信任前任蘇丹的大臣及官員，逐漸削減他們在政府裡的角色，集中帝國的統治權於手中(違反憲法，30年沒召開一次議會)，堅決抵制西方干預帝國事務，強調帝國的伊斯蘭特色，並重申其哈里發的地位，呼籲穆斯林要團結一致，泛伊斯蘭主義因此被大幅推廣。他还废除了1878年2月的宪法并解散了国会(30年才重新召開)。在之后的统治岁月中，阿卜杜勒哈米德深居耶尔德兹宫发号施令。
阿卜杜勒-哈米德二世透過興建大量學校、減少國債及重整架構一度中興及強化了帝國的地位，但他的專制模式統治引起強烈反對，導致他的統治結束。

## 亚美尼亚问题
约1890年左右，亚美尼亚人开始要求奥斯曼帝国实行于柏林西非会议上承诺了的改革。为了阻止改革，阿卜杜勒哈米德赐予了侵扰亚美尼亚人的库尔德盗贼以半官方地位。这些由库尔德人、土库曼人等民族组成的，由国家武装起来的军团被称为哈米德军团。他们可以随意攻击亚美尼亚人。因军团仅仅受军事法庭管辖，他们可以任意没收亚美尼亚人的谷物储备和粮食，赶走他们的家畜且不受任何惩罚。在这种暴力下，亚美尼亚人组建起了革命组织，如亚美尼亚社会民主党和亚美尼亚革命联盟。冲突未曾停止，双方于1892年在梅尔济丰；1893年在托卡特发生了冲突。阿卜杜勒哈米德毫不犹豫地血腥镇压了叛乱且怂恿当地穆斯林对抗亚美尼亚人。这些暴力导致了30万亚美尼亚人丧生，被称为“哈米德大屠杀”。彼时有关亚美尼亚人遭屠杀的消息在欧美广泛地被报道并引发了外国政府和人权组织的强烈回应。为此，阿卜杜勒哈米德二世在西方被冠上了“血腥苏丹”、“红苏丹”等名号。1905年7月21日，亚美尼亚革命联盟试图在他于公众场合露面时以汽车炸弹形式暗杀阿卜杜勒哈米德，然而这一谋划由于苏丹来迟了一分钟，炸弹引爆过早而失败了。该袭击共计造成26死，58伤（其中4人死于医院），炸毁了17辆车，是为耶尔德兹暗杀事件。

## 垮台
他經常以暴力鎮壓政治對手、屠殺少數民族。1876年發生了保加利亞大屠殺；1895年至1896年，在西亚的鄂圖曼军队对亚美尼亚人进行了可怕的屠杀。尽管面临着国际上的强烈抗议，阿卜杜勒-哈米德二世並未采取措施制止这些暴行。
阿卜杜勒-哈米德二世在非穆斯林地區实行的政策是如此不得人心，以至人们称他为血腥的苏丹。他覺得削弱舊的鄂圖曼方式只會導致毀滅，畏懼任何抑制他本人胡思亂想或是限制他權力的行動。他感到西方化的土耳其人日益威脅其統治，因此將青年土耳其黨人以及西化改革者都驅逐出境，並抵制所有現代社會生活和文化生活的潮流。
晚年他的暴君式的统治导致土耳其人普遍的不满情绪，这种情绪支持青年土耳其党的革命团体的成长。1908年7月青年土耳其党人领导的武装革命爆发，他被迫宣布恢复1876年宪法，再次召开议会。1909年4月27日，青年土耳其党人废黜了阿卜杜勒-哈米德二世(331事件)。阿卜杜勒-哈米德二世先被軟禁在薩洛尼卡，後轉移至伊斯坦布爾，1918年2月10日去世。

## 軍事思想
蘇丹阿卜杜勒-哈米德二世採用大陸軍主義，不信任海軍，認為大規模、昂貴的海軍在俄土戰爭裡毫無用處，於是將大部分戰艦鎖定在金角灣，戰艦在及後的三十年裡逐漸腐爛。1908年青年土耳其人革命後，聯合進步委員會欲發展一支強大的海軍力量。於是為了收集公共捐獻購買船隻而成立鄂圖曼海軍基金。